# رود ویالا
رود ویالا (انگلیسی: Vyala) یک رودخانه در استان مورمانسک کشور روسیه است.